# الطاقة الشمسية في الصومال
الطاقة الشمسية في الصومال، في عام 2012، جري النظر فيها من أجل التنمية في المستقبل القريب. اثنان البنود التي يتم توفيرها في سبعة بلدان أفريقية أخرى في «ضوء السنوات المقبلة» البرنامج التي يجري النظر فيه هي الفوانيس الشمسية والطاقة الشمسية لأضواء الشارع.
الهند لديها برنامج ناجح جدا من مصبابيح الطاقة الشمسية. وتكاليف الطاقة الشمسية لكل مصباح تقريبا هو نفس تكلفة الكيروسين لبضعة أشهر لمصباح الكيروسين، في حين لالنسبة لمصباح الطاقة الشمسية يوفر سنوات عديدة من الضوء، تبلغ تكلفة الكيلو واط الواحد بدولار ونصف في الصومال فيعتبر من اغلى دول العالم.